# Pojma (plaats)
Pojma (Russisch: Пойма; "stroomgebied") is een plaats (selo) in de gorodskoje poselenieje van Slavjanka binnen het district Chasanski in het uiterste zuidwesten van de Russische kraj Primorje. De plaats telt 7 inwoners (1 januari 2005) en vormt daarmee een van kleinste nederzettingen van het district.

## Geografie
De nederzetting ligt aan de gelijknamige rivier de Pojma, op 12 kilometer van haar uitstroom in de Baklanbocht van de Baai van Peter de Grote. Het gehucht is via een weg van 5 kilometer lang verbonden met de rijksweg Razdolnoje - Chasan (A189). De plaats ligt op 13 kilometer van het districtcentrum Slavjanka en ongeveer 168 kilometer van Vladivostok. Er bevindt zich een spoorstation aan een zijtak van de lijn Oessoeriejsk - Chasan.

## Geschiedenis
De plaats werd in 1873 gesticht door Koreaanse boeren en droeg oorspronkelijk de naam Verchneje Adimi (Верхнее Адими). De naam verwees naar de rivier waaraan het lag en 'Verchneje' ("boven") diende ter onderscheid van de plaats Nizjneje Adimi ("Beneden-Adimi"). In 1972 liet de Sovjetregering echter alle Chinese namen vervangen door Russische en werd de huidige naam aangenomen.
Bestuurlijk centrum: Slavjanka

Andrejevka · Bamboerovo · Barabasj · Barsovy · Baza Kroeglaja · Bezverchovo · Chasan · Filippovka · Gvozdevo · Kamysjovoje · Kedrovaja · Kraskino · Kravtsovka · Lebedinoje · Majak Bjoesse · Majak Gamova · Narva · Ovtsjinnikovo · Perevoznoje · Pojma · Posjet · Pozjarski · Primorski · Provalovo · Risovaja Pad · Rjazanovka · Romasjka · Sjachtjorskoje · Soechaja Retsjka · Soechanovka · Tsoekanovo · Vitjaz · Zajsanovka · Zanadvorovka · Zaroebino